# Geografia humana
La geografia humana és la part de la geografia que estudia els elements del paisatge que han estat creats per les societats humanes, ja sigui en l'actualitat com en el passat. Aquests elements es deuen a la seva activitat agrícola, urbana, industrial, de transport, comercial i a la seva pròpia dinàmica demogràfica.
En la geografia humana s'estudia:
- La geografia de la població, amb mètodes de la demografia, la sociologia i les matemàtiques.
- La geografia rural, amb mètodes de l'agronomia, la climatologia, l'estadística i l'economia.
- La geografia econòmica que engloba totes les activitats econòmiques com: 
  - La geografia industrial, amb mètodes de les matemàtiques i l'economia.
  - La geografia dels transports i comercial amb mètodes de l'economia, les matemàtiques i la sociologia.
  - La geografia del turisme amb mètodes de l'economia, les matemàtiques i la sociologia.
- La geografia urbana, amb mètodes de l'urbanisme, la sociologia i les matemàtiques.

El qüestionament dels mètodes tradicionals de la geografia humana han portar al sorgiment de nous camps d'estudi, com ara la geografia feminista i la nova geografia cultural.

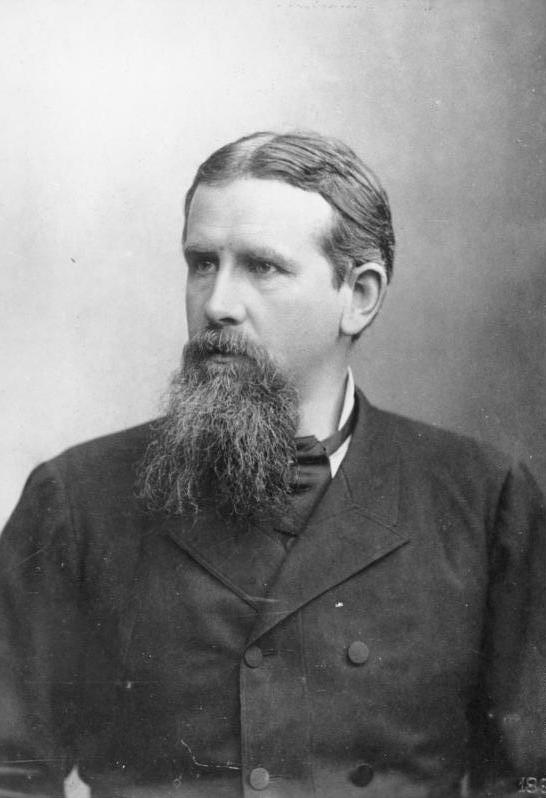
Retrat de Friedrich Ratzel.

## Concepcions a prop de la geografia humana

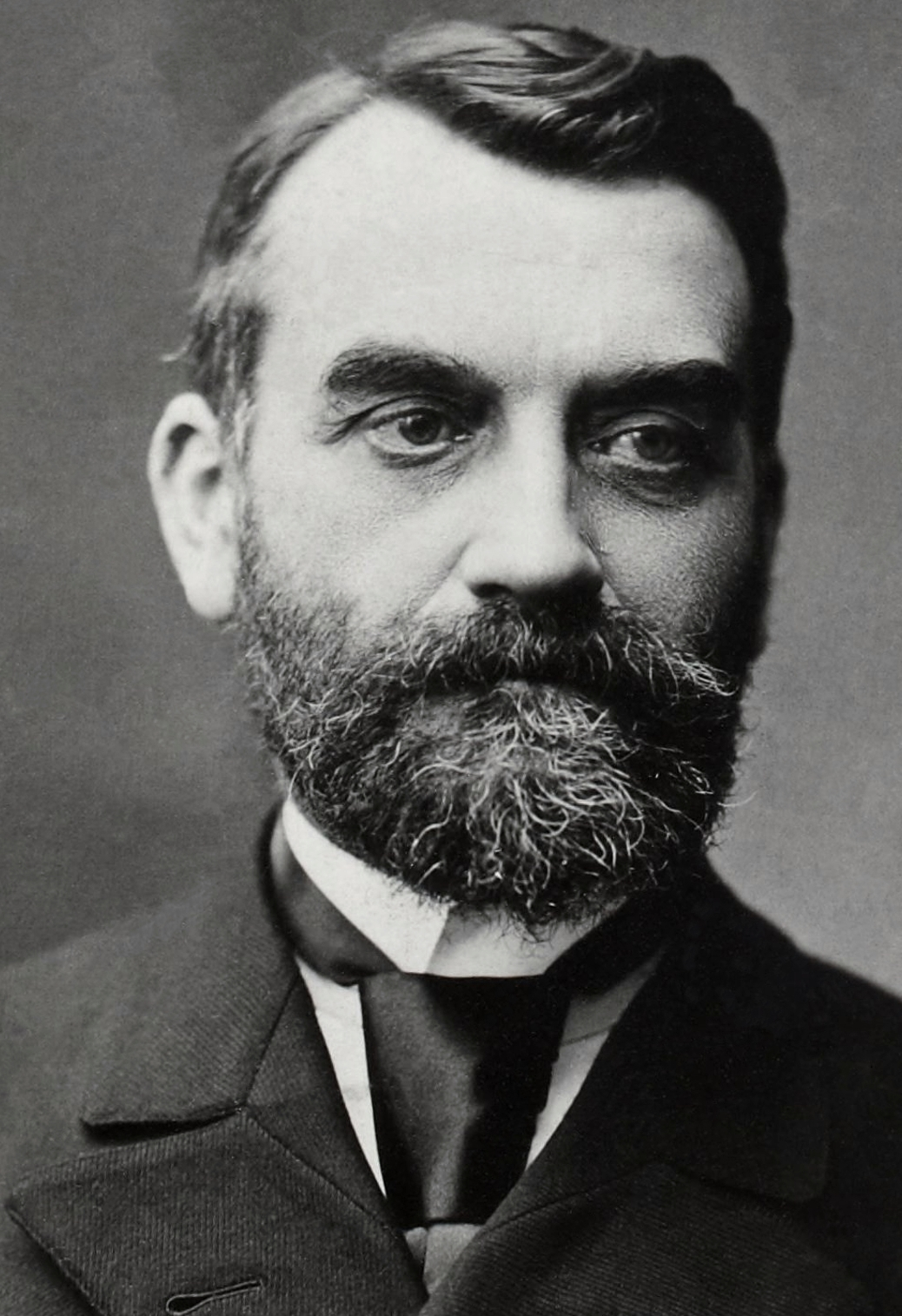
Retrato de Paul Vidal de la Blache, geógrafo humano y fundador de la geografía regional.

Tot i que la primera obra de Geografia humana va aparèixer a Alemanya al segle xix amb el nom de Antropogeografía, obra de Friedrich Ratzel, van ser diversos geògrafs francesos els que li van donar un gran impuls a aquesta branca de la geografia a fins d'aquest segle i en la primera meitat de segle xx a nivell d'investigació empírica. Més recentment, la Geografia humana a nivell universitari ha vingut sent dividida en subdisciplines més específiques i aplicades. En algunes universitats, apareix amb el nom de Geografia simplement al desaparèixer la Geografia física com a disciplina o passar a altres escoles i facultats, i el mateix podem dir d'altres branques geogràfiques com és el cas de la Geografia Regional en aquest cas per absorció o confluència a un punt de vista comú. Entre els geògrafs francesos que han desenvolupat obres sobre Geografia humana podem citar Vidal de la Blache, Albert Demangeon i Max Derruau, a més d'Élisée Reclus, l'obra L'home a la Terra constitueix la primera obra de Geografia Humana d'orientació ecològica acurada i exhaustiva desenvolupada i que constitueix el punt de partida de la geografia francesa que es va desenvolupar posteriorment.
Paul Vidal de la Blache va ser el veritable impulsor de l'escola francesa de geografia. Presenta una visió diferent de la Geografia humana a la desenvolupada per Ratzel. Bastants historiadors de la geografia coincideixen a atribuir a Ratzel la visió determinista de la Geografia humana desenvolupada amb més intensitat per la seva deixebla Ellen Churchill Semple als Estats Units Vidal de la Blache en canvi és conegut com el fundador del possibilisme geogràfic. Les seves aportacions més importants a el camp de la geografia humana van ser els conceptes de gènere de vida o maneres de vida i el desenvolupament de l'enfocament regional de la geografia.
Max Sorre va ser un dels deixebles de Vidal de la Blache que més va contribuir a el desenvolupament de la Geografia humana a França. En L'home a la Terra es presenten alguns enunciats que serveixen per definir a la geografia humana francesa des d'una òptica ecològica i paisatgística:
- El primer problema de la Geografia humana consisteix a dilucidar les relacions entre l'home i el medi considerades des d'un angle espacial.
- En bona part, la Geografia humana se'ns presenta com una Ecologia de l'Home.
- La Geografia humana és la descripció científica dels paisatges humans i de la seva distribució en el globus.
- La Geografia és també la disciplina dels espais terrestres; entre totes les ciències de la Naturalesa i de l'Home, cap altra situa en primer pla la localització dels fenòmens.[1]

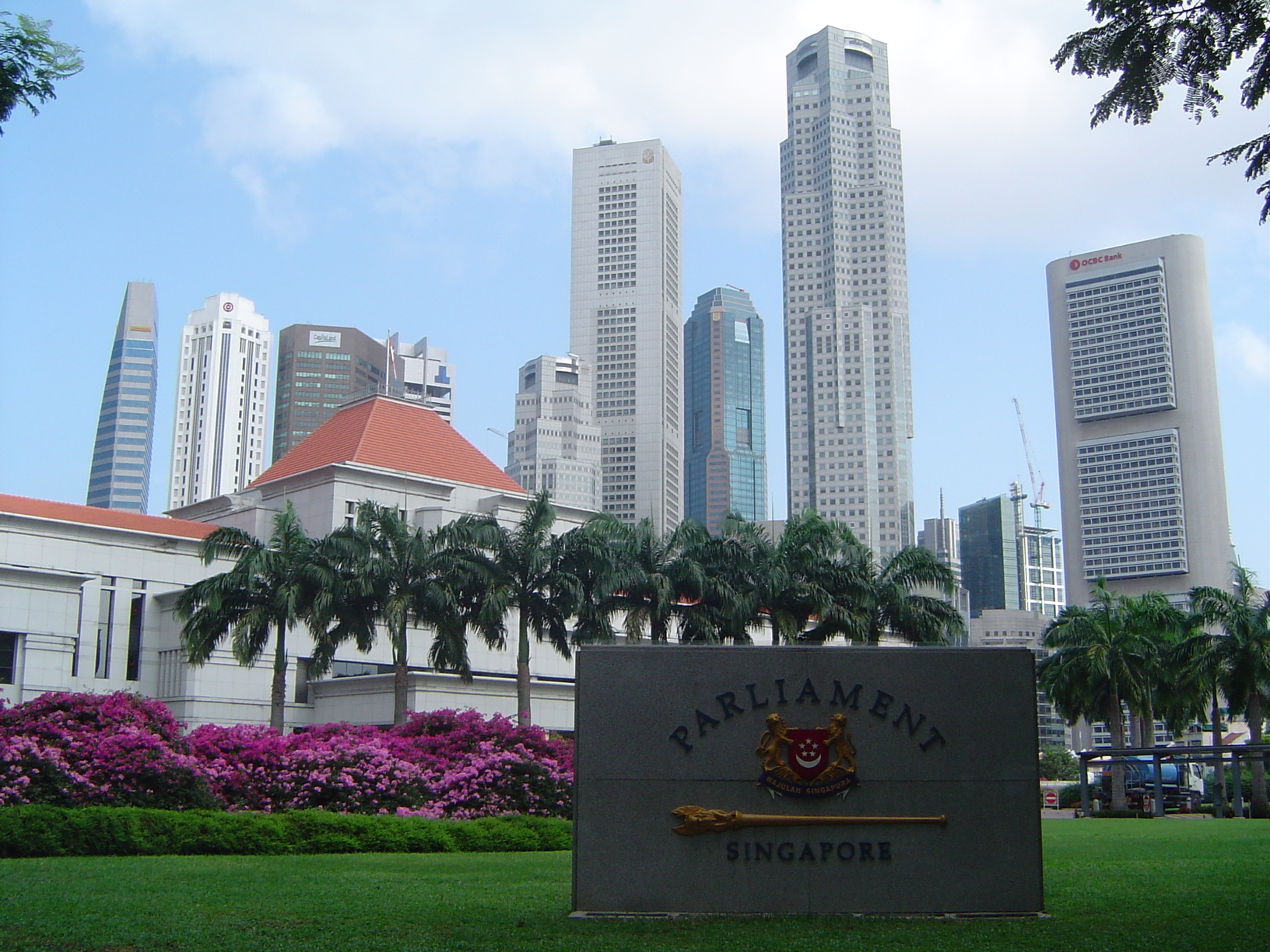
El parlament de la República de Singapur, amb gratacels de la ciutat a fons de la imatge. Un icona de el camp d'estudi de la Geografia Urbana.

## Enfocament de la geografia humana
Tot i que l'objectiu de la geografia humana no se centra en el coneixement de l'medi físic, estudiat per la geografia física, cal cert coneixement del paisatge natural per endinsar-nos en la geografia ambiental, un camp d'estudi emergent dins de la geografia humana.
Els mètodes de la geografia humana, el mateix que succeeix amb la geografia física, són summament diversos, i podem citar procediments tant quantitatius com qualitatius, incloent entre els primers, els estudis de casos, les enquestes, l'anàlisi estadística, i la formulació de models, la qual cosa s'ha vingut agrupant com la geografia quantitativa, desenvolupada en la dècada dels 60 de segle xx, amb els treballs inicials de David Harvey i altres. I entre els procediments d'investigació qualitatius podem assenyalar tots aquells utilitzats per les ciències socials en general, com els que s'empren en demografia, antropologia, història, sociologia i moltes altres ciències.
En resum, la metodologia emprada en geografia humana és aproximadament la mateixa que la que s'empra en la geografia general i en moltes altres ciències (encara que amb èmfasi diferent pel que fa a l'ocupació d'aquests mètodes), potser amb l'excepció del mètode regional encara, en sentit estricte, aquest mètode sempre ha estat emprat per nombroses ciències sistemàtiques: no hi ha moltes limitacions en l'ús de diferents metodologies en qualsevol ciència. I a l'referir-nos a la metodologia en les ciències socials no podem oblidar les crítiques de Paul Karl Feyerabend en la seva obra Contra el mètode (1975, edic. Espanyola), on critica la simplicitat metodològica amb què es venien abordant els estudis d'història i d'altres ciències socials.

## Els camps d'estudi de la geografia humana
Encara que al principi, l'objecte de la geografia humana era l'estudi de les regions humanes i de les relacions mútues entre l'home i el medi natural, el desenvolupament progressiu de el coneixement dels processos socials va obligar a la successiva aparició de diverses branques que emfatitzaven alguns d'ells considerant-les com ciències o branques relativament autònomes. Tot això va venir a substituir el concepte original de la geografia humana per una integració d'una sèrie de coneixements sistemàtics estudiats amb més detall per ciències com:
- Geografia de la població, que estudia els patrons de distribució dels éssers humans sobre la superfície terrestre i els processos espacials o històrics que els han originat o modificat.
- Geografia econòmica, que estudia els patrons i processos econòmics i la seva distribució en el temps i, essencialment, a l'espai terrestre. En sentit estricte, la geografia econòmica estudia la distribució geogràfica dels factors econòmics i les implicacions de la mateixa sobre els països, regions i, en general, sobre les societats humanes. Està estretament relacionada amb l'Economia, però emfatitzant els temes referits a la distribució geogràfica dels factors econòmics. Per Krugman és la "branca de l'economia" sobre la "localització de la producció a l'espai".[2]

- Geografia cultural, que més que un camp d'estudi és un enfocament de la geografia humana que investiga les relacions mútues entre els éssers humans i el paisatge vistes des d'un punt de vista possibilista. Encara que aquest enfocament va ser introduït per Vidal de la Blache, van ser geògrafs com el nord-americà Carl Sauer (de l'Escola californiana de Geografia) i altres, els que el van desenvolupar fins al punt que van arribar a formar una escola o concepció de la geografia en el segle xx. Va venir a sorgir com una reacció en contra del determinisme geogràfic.
- Geografia urbana, ciència que estudia les aglomeracions humanes representades per les ciutats, la seva població, característiques, evolució històrica, funcions i importància relativa.
- Geografia rural, estudia el món rural, les estructures i els sistemes agraris, els espais rurals, les activitats econòmiques que es duen a terme en aquests (agricultura, ramaderia, turisme), els tipus d'assentament i els problemes d'aquestes àrees (despoblació, envelliment, problemes econòmics, problemes ambientals, etc.). Com ciències afins poden citar-se a l'agronomia, la sociologia rural i l'economia.
- Geografia política, s'encarrega de l'estudi dels espais polítics. Com ciències afins poden citar-se a la ciència política, a la geopolítica i a el camp multidisciplinari dels estudis internacionals.
- Geografia mèdica, ciència que s'ocupa de l'estudi dels efectes de l'entorn en la salut de les persones i de la distribució geogràfica de les malalties incloent també l'estudi dels factors ambientals que influeixen en la seva propagació. La seva ciència auxiliar és la Medicina.
- Geografia de l'envelliment, també coneguda com a geografia gerontològica, analitza les implicacions socioespacials de l'envelliment de la població a partir de la comprensió de les relacions entre l'entorn físic i social i la gent gran, a diferents escales, micro (habitatge), meso (barri) i macro (ciutat, regió, país), etc. La contribució dels geògrafs de l'envelliment, com Graham D. Rowles, estan contribuint a la gerontologia ambiental comprenent els aspectes ambientals de la gerontologia en països desenvolupats i en desenvolupament.

| Camps de la geografia humana | Ciencies relacionades          |
| ---------------------------- | ------------------------------ |
| Geografia de la població     | Demografia                     |
| Geografia econòmica          | Economia i Geoeconomia         |
| Geografia cultural           | Antropologia                   |
| Geografia social             | Sociologia                     |
| Geografia històrica          | Història                       |
| Geografia rural              | Agronomia                      |
| Geografia urbana             | Arquitectura i Urbanisme       |
| Geografia mèdica             | Medicina i Salut               |
| Geografia política           | Ciència política i Geopolítica |